# Первомайское (Севский район)
Первома́йское — село в Севском районе Брянской области России. Входит в состав Подлесно-Новосельского сельского поселения.

## История
В 1964 году указом Президиума Верховного Совета РСФСР село Быки переименовано в Первомайское.

## Население
| 2010 | 2013 |
| ---- | ---- |
| 325  | ↘324 |

## Улицы
| - ул. 65 Армии, - ул. Молодёжная, - ул. Петуховка, - ул. Центральная, - ул. Школьная. |